# Brasiliansk jiu-jitsu

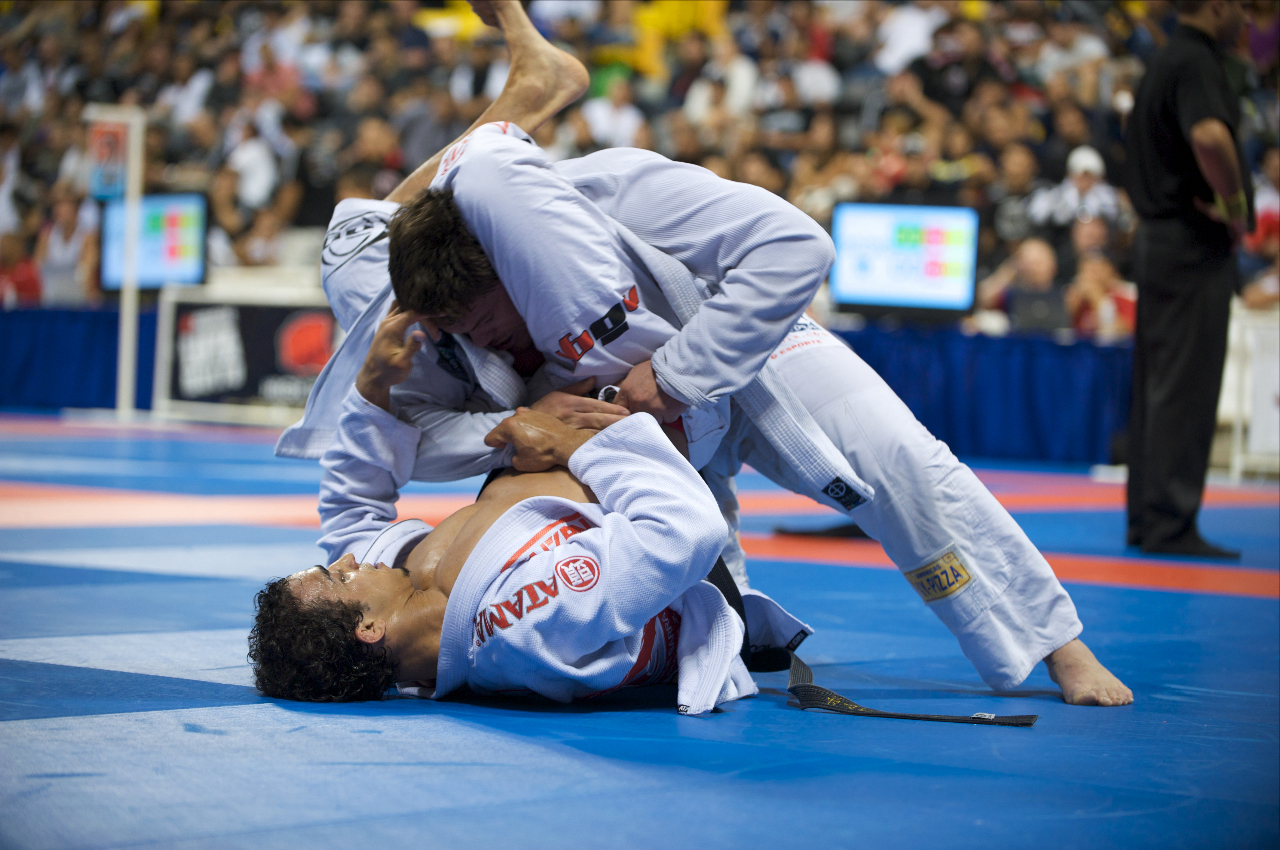
Brasiliansk jiu-jitsu

Brasiliansk jiu-jitsu (BJJ) är en brasiliansk kampsport utvecklad ur judo, som i sin tur utvecklats av Jigoro Kano ur den traditionella japanska jujutsun. Brasiliansk jiu-jitsu kallas även BJJ.
Gracie jiu-jitsu (GJJ) kallas en mer ursprunglig variant som till skillnad från andra grenar av BJJ inte primärt marknadsför sig som en tävlingssport utan har självförsvar och verklig kamp som huvudsaklig inriktning. I GJJ tränar man även försvar mot slag och sparkar, vapen med mera, vilket saknas i de flesta andra grenar.

## Historia
Den brasilianska varianten av jiu-jitsu är grundad av den brasilianska familjen Gracie. Från kodokan judo (kano ryu jiu-jitsu) lades grunden av Jigoro Kano och Maeda Mitsuyo till vad som idag kallas brasiliansk jiu-jitsu.
1915 flyttade Maeda till Brasilien där han blev känd som "Conde Koma", stridens greve. Carlos Gracie (numera kallad Carlos Sr.) började träna hos Maeda som 14-åring, ett sätt för Maeda att tacka Gastão Gracie, Carlos far, för all den hjälp han givit japanska invandrare.
När Carlos blev lite äldre hade en ny typ av tävlingar spridit sig – vale tudo ('allt är tillåtet'). Carlos började tävla och mötte vem han än fick, oberoende av storlek och viktskillnad. Han förlorade inte en match. När han slutade tävla i Vale tudo, började han coacha sina yngre bröder, Oswaldo, Gastado, Jorge och Helio Gracie.
Maeda åkte slutligen tillbaka till Japan men Gracie-familjen fortsatte att utveckla sin jiujutsustil. 1925 öppnade den första gracie jiu-jitsu-klubben i Brasilien. Helio Gracie, den minste och yngste av bröderna fortsatte att utveckla teknikerna och dess tillämpningar. I dag, 100 år efter att Maeda kom till Japan, är gracie-familjen känd för sin stil, skicklighet och resultat inom grappling, jujutsu och NHB / MMA.
I Europa slog BJJ inte igenom förrän de tidiga Ultimate Fighting Championship, 1993 och framåt, då Royce Gracie (Helios son) besegrade många större, tyngre och starkare fighters med sin Gracie Jiu-Jitsu. Folk började då inse att man måste kunna någon form av grappling för att kunna anse sig vara en bra fighter och att markkamp var viktigt.

## Brasiliansk jiu-jitsu i Sverige
Svensk BJJ:s historia började 1996, då Alexander Paiva med flera höll det första BJJ-seminariet på svensk mark efter inbjudan av sin elev Leif Hermansson som tidigare besökt hans klubb Alliance i Rio de Janeiro sommaren 1996 för 2 månaders intensiv träning. Platsen för detta seminarium var Leifs klubb Täby Budoklubb, numera Combat Academy, som än idag huserar landets äldsta BJJ-verksamhet. Året efter öppnade Rikard Andersson vad som möjligen är Sveriges näst äldsta BJJ-klubb och den första med enbart BJJ på schemat. Dessa klubbar följdes senare av bland annat Peter Blackwell och Christian Kennedy Grandi. Idag har organisationer som Prana Jiu-Jitsu, CHOKE BJJ, Alliance BJJ, Fightzone, Yamasaki Academy, Hilti BJJ, Team Brasa (före detta Master Team), Gracie Barra Sweden och Straight Blast Gym Sweden börjat växa rejält och en hel del Mundial (VM) vinnare huserar inom dessa organisationer, och detta tillsammans med tävlingar såsom Scandinavian Open, Exhale BJJ Championships etc gör att sporten är på frammarsch även i Sverige. BJJ är en av de mest centrala kampsporterna inom MMA (Mixed Martial Arts) och BJJ-fighters från Sverige har även tävlat i med framgång inom MMA, till exempel (BJJ Max Lindblad, Emad Omran, Cemil Karahan), Rikard Andersson, Anders Thelin, David Bielkheden, Diego Gonzalez, Richard Bohlenius, Christian Dellevåg, Jonas Westling och David Lejenäs.

## Stilen
| Vit   |
| Blå   |
| Lila  |
| Brun  |
| Svart |
| Röd   |

BJJ består till största delen markkamp, det vill säga brottning med lås och strypningar (submissions), eller newaza, men inkluderar även nedtagningar. BJJ innehåller inga typer av slag eller sparkar, även om den effektivt kan användas i kombination med dessa. Den s.k. Gracie Jiu-Jitsu innehåller dock såväl slag och sparkar som försvar mot dessa. Väl på marken handlar det om att få en fördelaktig kontrollposition på din motståndare, varifrån du kan genomföra ett ledlås eller en strypning. I ett underläge försöker du återta en kontrollposition eller nå en mer neutral position. Vanliga positioner är side control, mount, guard och back mount.
Teknikerna är utformade på ett sådant sätt att ge största mekaniska fördel, exempelvis genom att använda positioner där du har bättre kontroll, rörlighet, balans, styrka eller hävarm. Det finns vanligen flertal kontringar på en och samma teknik.
Ett träningspass brukar innehålla uppvärmning, teknikträning, sparring och/eller fysträning.
De flesta klubbar kör mer sparring och fys än andra jiu-jitsu-stilar i Sverige. Det finns dock skillnader mellan de olika klubbarna.
Man tränar både med och utan dräkt (gi). Det finns sex olika grader av bälten, vanligen används även streck för att indikera hur långt man är på väg till nästa bälte. Rött bälte innehas endast av ett fåtal personer i världen så som medlemmar i familjen Gracie samt några andra pionjärer inom sporten). Barn under 16 har fler färger, då man enligt såväl CBJJ och CBJJO som IGJJF inte får gradera sig till blått förrän vid 16 års ålder.
Det tar förhållandevis lång tid att gradera sig inom BJJ då kampsporten är mycket krävande. Stor vikt läggs vid tillämpning av tekniker (i exempelvis sparring eller situationsbaserad sparring) snarare än korrekt utförande. I regel tar det cirka två år att erhålla den första graderingsnivån (blått bälte).
I tävling är det förutom indelning på bälten även viktklasser, klasser för juniorer tillämpas också. Beroende på nivå finns det tekniker som är otillåtna beroende på högre skaderisk. Match vinns genom poäng, submission eller avbrott från domare.